# دیپیگس

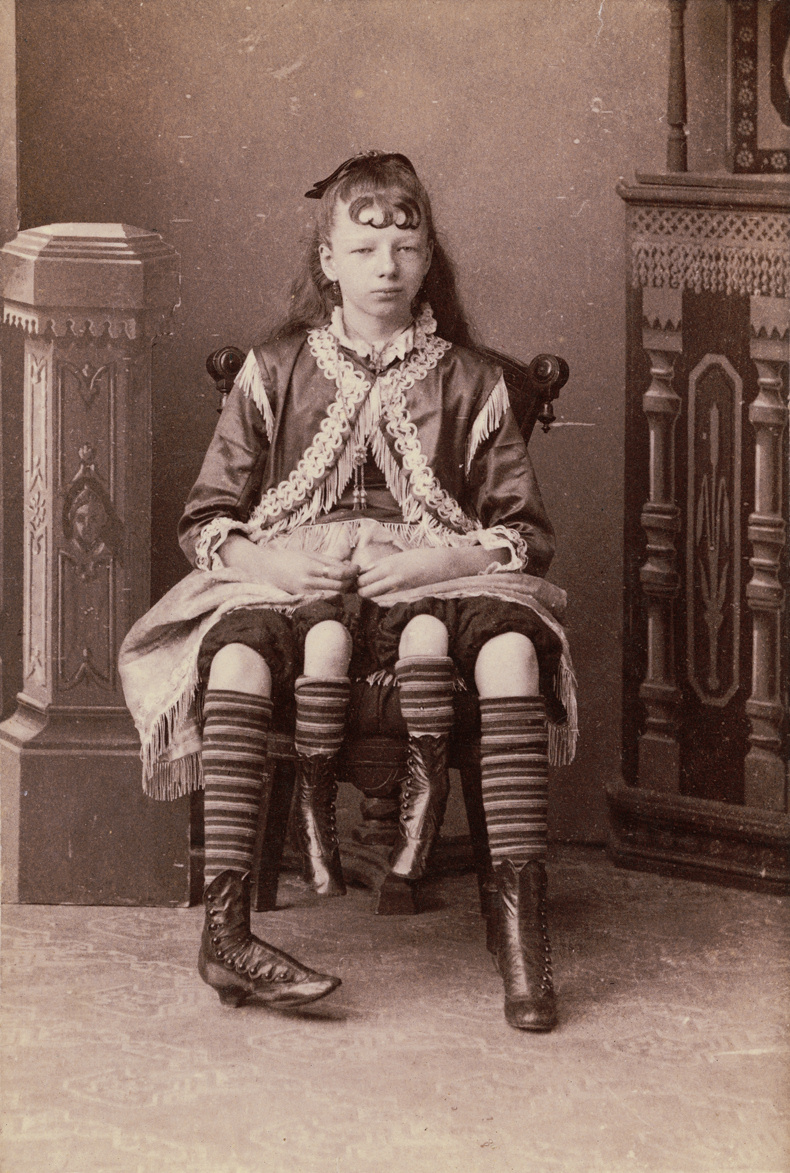
میرتل کوربین، یکی از مبتلایان مشهور این بیماری.

دیپیگس (انگلیسی: Dipygus) نوعی بیماری مادرزادی شدید است که در آن، محور طولی بدن در پایینِ نیم‌تنه (لگن خاصره و پاها) به‌سمت راست و چپ منشعب و دوشاخه شده و دو نسخهٔ تکراری از هریک از این اندام به وجود می‌آید. یک نمونهٔ معروف از این نقص مادرزادی، دختری به نام میرتل کوربین بود که ۲ لگن، ۲ اندام تناسلی خارجی و داخلی مجزا و ۴ پا داشت. در انسان آن دو پای اضافی که در داخل قرار می‌گیرد، کوچک‌تر از حد طبیعی است.
علت بروز چنین نقصی، عوامل ژنتیکی، محیطی یا مصرف مواد تراتوژن توسط زنان باردار است. این بیماری در هفته‌های آغازین شکل‌گیری نطفه در داخل رحم ایجاد می‌شود.